# Gampaha (district)
Gampaha (Singalees: Gampaha; Tamil: Kampahā) is een district in de Westelijke Provincie van Sri Lanka. Gampaha heeft een oppervlakte van 1386 km² en telde in 2001 2.066.000 inwoners. De hoofdstad is de stad Gampaha.
Centrale Provincie (Kandy · Matale · Nuwara Eliya) · Oostelijke Provincie (Ampara · Batticaloa · Trincomalee) · Noordelijke Centrale Provincie (Anuradhapura · Polonnaruwa) · Noordelijke Provincie (Jaffna · Kilinochchi · Mannar · Mullaitivu · Vavuniya) · Noordwestelijke Provincie (Kurunegala · Puttalam) · Sabaragamuwa (Kegalle · Ratnapura) · Uva (Badulla · Moneragala) · Westelijke Provincie (Colombo · Gampaha · Kalutara) · Zuidelijke Provincie (Galle · Hambantota · Matara)